# لوکاش لاتیناک
لوکاش لاتیناک (انگلیسی: Lukáš Latinák; ۲۸ فوریهٔ ۱۹۷۷ – ) بازیگر سینما، تلویزیون و تئاتر اهل کشور اسلواکی است. وی از سال ۱۹۹۶ میلادی تاکنون مشغول فعالیت بوده‌است.
از فیلم‌ها یا برنامه‌های تلویزیونی که وی در آن نقش داشته‌است می‌توان به کارت شناسایی، تومان اشاره کرد.